# IMAX
IMAX é um formato de filme criado pela empresa canadense IMAX Corporation que tem a capacidade de mostrar imagens muito maiores em tamanho e resolução do que os sistemas convencionais de exibição de filmes. Uma tela padrão IMAX tem 22 metros (72 pés) de largura e 16,1 metros (52,8 pés) de altura, mas podem ser maiores. Em 2008, IMAX tornou-se o sistema mais largamente usado para formatos-grandes e apresentações especiais de filmes. Em Março de 2007, havia 280 cinemas IMAX em 39 países (60% deles localizados no Canada e Estados Unidos). Metade desses cinemas é comercial e metade é educacional. Em setembro de 2014 o total de salas IMAX nos EUA ultrapassou a marca de 400.
Variações do formato tradicional IMAX incluem IMAX Dome (projeção em 180º, geometria da sala diferenciada), IMAX 3D e IMAX Digital. A mais larga tela de IMAX Dome no mundo são os Big Cinemas IMAX em Mumbai, Índia com uma área de tela de 1 180 m2 (12 700 pés quadrados). A maior tela retangular de IMAX no mundo está localizada no IMAX Theatre Sydney em Sydney, Austrália, de tamanho 1 051 m2 (11 315 pés quadrados) e também equipada para mostrar filmes.
A resolução do IMAX multiplex normal é de 4K ajustada para parecer maior, o complexo especializado tem resolução de 10 000 por 7 000 pixels, e os filmes podem ser produzidos em 35 mm ou 70 mm.

## História

### Uso de filme como material para gravação e projeção
O desejo de aumentar o impacto visual do filme tem uma longa história. Em 1929, a Fox apresentou a Fox Grandeur, o primeiro formato de filme 70 mm, mas rapidamente caiu em desuso. Na década de 1950 o CinemaScope (1953) e a VistaVision (1954) ampliaram a imagem de filme de 35 mm, seguindo sistemas de multiprojetor, como o Cinerama (1952). Embora impressionante, Cinerama era caro para implantar e de difícil manutenção.

### Multiprojetor
Durante a Expo 67 em Montreal, Kroitor's In the Labyrinth e Ferguson's Man and the Polar Regions ambos usaram multiprojetor, sistemas multi-screen. Cada um encontrou dificuldades técnicas que os levaram a fundar uma empresa, inicialmente chamada de "Multiscreen", com o principal objetivo de projetar e desenvolver uma abordagem mais simples.
O sistema single-projector/single-camera que eles acabaram por instalar em cima, foi projetado e construído por Shaw baseado em um "Rolling Loop", tecnologia de filme-transporte comprado de Peter Ronald Wright Jones, um trabalhador loja de máquina de Brisbane Austrália (ver Patente dos EUA US3494524).
Quando se tornou evidente que uma única imagem, de tela grande teve mais impacto do que várias outras menores, foi um direcionamento do produto mais viável, então a Multiscreen mudou seu nome para IMAX.

### Primeiro filme em IMAX
Tiger Child, o primeiro filme em IMAX, foi demonstrado na Expo '70 em Osaka, Japão. A primeira instalação permanente do IMAX foi no cinema Cinesphere, no Ontario Place, Toronto. A estreia foi em maio de 1971, exibindo o filme North of Superior. A sala ainda está em operação. No entanto, Ontario Place está fechado para reforma.

#### Maior tela da expo
Durante a Expo '74, em Spokane, Washington, uma tela IMAX que mede 27 m × 20 m (89 pés × 66 pés) foi destaque no pavilhão dos Estados Unidos (a maior estrutura na expo). Cerca de cinco milhões de visitantes viram a tela, que cobriu o campo total de visão do espectador quando se olha diretamente para a frente. Isso criou uma sensação de movimento na maioria dos espectadores, e enjoo em alguns.
Um cinema IMAX 3D também está em operação perto da antiga Expo 67, no Centro Ciência de Montreal do Porto Old Montreal.

### Planetário
A primeira instalação permanente da IMAX Dome, o cinema Eugene Heikoff and Marilyn Jacobs Heikoff Dome no H. Fleet Science Center Reuben, foi inaugurado em San Diego Balboa Parkin, em 1973. Ele funciona como um planetário.
O primeiro teatro permanente IMAX 3D foi montado em Vancouver, na Colúmbia Britânica para Transitions da Expo '86, e estava em uso até 30 de setembro de 2009. Ele era localizado na ponta do Canadá Place, um marco de Vancouver.

### Maior mercado do mundo
Como a China é agora o segundo maior mercado depois dos Estados Unidos com cerca de 70 cinemas IMAX em todo o país, o IMAX tem como objetivo atrair mais espectadores, diminuindo os preços dos ingressos na China.

## Entretenimento
O formato IMAX nos Estados Unidos era usado tradicionalmente para eventos especiais. Considerando despesas de logística e exibição, o IMAX requer 40 minutos a mais de trabalho do que os filmes convencionais. Durante o tempo adicional, geralmente são exibidos documentários/curtas-metragens.
A maioria tende a ser documentários que são adequados para espaços institucionais como museus e centros de ciência. Câmeras IMAX já orbitaram a Terra, escalaram o Monte Everest, exploraram o fundo do Oceano Atlântico, e visitaram a Antártida. Um documentário IMAX sobre o sucesso da exploração de Marte foi lançado em 2006, intitulado "Roving Mars" e foram utilizados dados exclusivos dos Rovers.
Uma das primeiras tentativas de apresentar entretenimento mainstream no formato IMAX foi The Rolling Stones: Live at the Max (1991), uma compilação de 85 minutos de um show filmado em IMAX em "1990 Steel Wheels" turnê da banda, editado para dar a impressão de uma única apresentação.

## Aspectos técnicos analógicos

### Câmera
O sistema IMAX aumenta a resolução da imagem usando um aspecto de quadro muito maior: enquanto um quadro de 35mm oferece cerca de seis mil linhas (6K) de resolução horizontal, um quadro filmado em IMAX pode, potencialmente, apresentar o equivalente a 18 mil linhas (18K) de resolução. Para alcançar isto, rolos de filme 65 milímetros passam horizontalmente através da câmara, de 15 perfurações por vez, resultando numa velocidade de 102,7 metros por minuto.
As câmeras tradicionais de 65 milímetros filme passam verticalmente através da câmera de cinco perfurações de cada vez, resultando em uma velocidade de 34 metros por minuto. Em comparação, a película de 35 milímetros corre verticalmente através das quatro perfurações da câmara de cada vez, o que resulta em uma velocidade de 27,4 metros por minuto.
A área da imagem de filme de 65 mm é de 48,5 mm x 22,1 milímetros (1,91 × 0,87) (para Todd-AO), em IMAX a imagem é 69,6 milímetros × 48,5 milímetros (2,74 × 1,91) de altura. De modo a coincidir com a velocidade de filme padrão de 24 quadros por segundo, três vezes o comprimento de película se move através da câmara.

### Filme
O formato IMAX é genericamente chamado filme "15/70", o nome referindo-se aos 15 perfurações ou perfurações por quadro. A massa do filme requer pratos horizontais, em vez de rolos de filme convencionais. Platters IMAX variam de 1,2-1,83 metros (3,9-6,0 pés) de diâmetro para acomodar 1-2,75 horas de filme. Platters com um longa-metragem de 2,5 horas pesam 250 kg (550 lb).
IMAX usa filme de impressão baseado em ESTAR, em suas 15/70 sistemas de projeção de filmes de laminação de circuito. Filme de impressão baseada em ESTAR proporciona maior precisão. O processo de desenvolvimento de produto químico não altera o tamanho ou a forma de filme de impressão ESTAR, e o sistema de registro de pino de IMAX (especialmente o mecanismo de câmera) não tolera ou pinhão-buraco ou variações de espessura do filme.

## IMAX 3D
Para que seja criada a ilusão de profundidade tridimensional, o processo IMAX 3D utiliza duas lentes para representar os olhos direito e esquerdo. As duas lentes são separadas por uma distância interocular de 64 mm, que é a distância média entre olhos humanos. A gravação é feita em dois rolos de filme para os olhos esquerdo e direito, que são projetados simultaneamente, criando para os espectadores a ilusão de ver uma imagem 3D em uma tela em 2D. A câmera IMAX 3D é pesada, pesando mais de 113 kg, o que torna difícil a filmagem de documentários in loco.
Alguns filmes que foram apresentados em 3D Real D, para lançamento em cinemas convencionais, também têm sido apresentadas em IMAX 3D, como Monstros vs. Alienígenas, da DreamWorks, Tá Chovendo Hamburguer, da Sony Pictures, U2 3D,Avatar, Shrek Forever After da Paramount, Alice no País das Maravilhas (2010) e Resident Evil 4: Recomeço.
Existem dois métodos para criar a ilusão 3D no cinema. O primeiro envolve polarização. Durante a projeção, as imagens de ambos os olhos são polarizadas linearmente enquanto são projetadas para a tela IMAX. Usando óculos especiais com lentes polarizadas nas respectivas direções para coincidir com a projeção, cada olho verá apenas a imagem destinada a ele, uma vez que a polarização de cada lente cancelará a imagem do outro olho.
Outro método de projeção 3D envolve óculos obturadores LCD. Estes óculos contém painéis LCD que são sincronizados com o projetor, que alterna rapidamente a 96 frames por segundo entre as imagens esquerda e direita, que são vistas instantaneamente pelo olho apropriado, permitindo que o painel de um olho se torne transparente, enquanto o outro permanece opaco. Enquanto os painéis dentro destes óculos obturadores 3D se alternem a a 96 frames por segundo, o próprio filme é exibido a 24 frames por segundo.
Um problema específico que enfrentamos com filmes 3D é que o efeito 3D não se prorroga passados os limites da tela física. É por esta razão que a tela deve ser suficientemente grande para cobrir a maior parte da visão periférica possível do telespectador. Outro problema com cinema IMAX 3D é devido a uma diferença intrínseca entre nossos olhos e o formato do filme. Devido às grandes negativas, a profundidade de campo é drasticamente reduzida, provocando muitas vezes uma distração de representação da cena. Imagens geradas por computador não tem este problema, visto que é possível controlar a profundidade de campo nas imagens para permitir que tudo esteja em foco. Enquanto alguns podem argumentar que isso é menos do que a regular artística de filmes 2D que propositadamente empregam rasa profundidade de campo por razões estéticas, telas IMAX ocupam mais da visão do espectador do que filmes 2D comuns e, portanto, o telespectador pode ser desorientado ao ver imagens que estão fora de foco.

## IMAX Digital
Uma versão digital do IMAX começou em 2008. O novo sistema é apenas uma projeção padrão; não existem câmeras digitais IMAX.
Sistemas IMAX digitais pode mostrar um conteúdo normal, 3D em IMAX ICD ou no formato digital. O sistema digital reduz a necessidade do uso de volumosos filme bobinas e facilita a distribuição IMAX, é o mais compacto dos equipamentos digitais, o sistema pode caber dentro de um cinema multiplex normal em vez do complexo especializado como edifícios IMAX exigem normalmente.
Apesar dessas vantagens, uma grande desvantagem é a resolução da imagem é muito inferior ao normal do IMAX. As telas usadas por IMAX digital são também instalações muito menores do que aqueles encontrados nos tradicionais cinemas IMAX.
IMAX digital usa atualmente dois projetores com resolução de 2K, tecnologia que juntamente com partes do sistema IMAX. A resolução 2K são duas imagens projetadas sobre si, produzindo uma imagem que é, potencialmente, uma resolução ligeiramente maior do que cinema digital comum.

### IMAX HD
Entre as variações do IMAX incluem-se o IMAX de alta taxa de quadros processando 48 quadros por segundo de cadência em filmes conhecido como IMAX HD. Esta versão do IMAX tenta suavizar a movimentação do filme e assim torná-la mais real além de, ao mesmo tempo, reduzir a distorção de movimento por dobrar a cadência em relação a um filme normal. O sistema IMAX HD foi testado pela primeira vez no pavilhão do Canadá da Exposição Universal de Sevilha de 1992 com o filme Momentum. Os elevados custos de produção e os elevados custos de manutenção dos equipamentos de projeção inviabilizaram o sistema IMAX HD, mas não sem que antes vários cinemas no mundo fossem adaptados para projetar a 48 quadros por segundo, especialmente no Canadá para exibir o filme Momentum. No parque da Disney da Califórnia a atração "Soarin' Over California" foi adaptada para projetar o IMAX HD.

## Portugal
Portugal teve uma sala de cinema IMAX 70mm em Vila Franca de Xira. Inaugurado em 1995, devido à má gestão do espaço, a sala acabou por fechar.
Os Multiplex CinemaCity estabelecidos em Portugal têm salas Cinemax, equipadas com projeção 70mm e ecrãs de 200 m2 (com cerca de doze metros de altura, equivalente a um prédio de três andares). Porém, dada a inexistência de pareceria com a IMAX, as salas do Cinema City de Portugal com capacidade de projeção a 70mm não fazem parte da rede de distribuição do IMAX 70mm, sendo as suas projeções 100% digitais.
Em Portugal, a IMAX tem uma parceria de longa data com a NOS Cinemas. Foi justamente mediante a parceira entre a IMAX CORP, a cadeia de cinemas NOS Lusomundo e a Sonae Sierra, que foi inaugurado a 20 de Junho de 2013 o primeiro cinema IMAX da cidade de Lisboa, no Centro Comercial Colombo. A sala conta com 374 lugares e uma tela de projeção com aproximadamente 300 m² (20 metros de largura e 15 metros de altura).
A 2 de Abril de 2015, foi aberto outro cinema IMAX em Portugal, na Grande Porto, mais concretamente no centro comercial MAR Shopping de Matosinhos, possuindo 441 lugares. 
Um terceiro cinema IMAX, o maior e com a tecnologia IMAX mais avançada de toda a Península Ibérica, abriu na Grande Lisboa, no CascaiShopping, a 16 de novembro de 2017, possuindo capacidade para 440 pessoas e ostentando uma tela de projeção com 350m².  É o único cinema da IMAX, em Portugal e na Península Ibérica, que exibe filmes a partir dum sistema duplo de projetores a laser 4K conhecido como IMAX with Laser. Sendo ele considerado, juntamente com o IMAX 70mm, o melhor sistema tecnológico para cinemas da IMAX disponível no mundo.

## Brasil
| UF | Cidade         | Localização                                  | Inaugurada em | Capacidade  | Dimensões da tela (a x l) | Proporção da tela         | Tipo de projeção | Tipo de áudio | Ref.                 |
| -- | -------------- | -------------------------------------------- | ------------- | ----------- | ------------------------- | ------------------------- | ---------------- | ------------- | -------------------- |
| SP | São Paulo      | Itaú Pompéia, Bourbon Shopping São Paulo     | 16/01/2009    | 334 lugares | 14,0 x 21,0m              | 1.90:1[carece de fontes?] | IMAX Digital     | IMAX 6-Track  | [ 10 ]               |
| PR | Curitiba       | Palladium Shopping Center                    | 23/07/2009    | 347 lugares | 12,0 x 21,0m              |                           | IMAX Digital     | IMAX 6-Track  | [ 11 ]               |
| RJ | Rio de Janeiro | UCI New York City Center, Barra Shopping     | 22/07/2011    | 372 lugares | 10,3 x 18,7m              |                           | IMAX Digital     | IMAX 6-Track  | [ 12 ] [ 13 ]        |
| SP | São Paulo      | UCI Anália Franco, Shopping Anália Franco    | 30/03/2012    | 329 lugares | 8,2 x 17,6m               |                           |                  |               | [ 14 ] [ 15 ]        |
| SP | Cotia          | Cineflix The Square, The Square Granja Viana | 20/04/2012    | 326 lugares | 12,1 x 21,2m              |                           |                  |               | [ 16 ] [ 17 ]        |
| SP | São Paulo      | Cinépolis JK Iguatemi, JK Iguatemi           | 22/06/2012    | 382 lugares | 10,6 x 19,1m              | 1.90:1[carece de fontes?] | IMAX with Laser  | IMAX 12-Track | [ 18 ]               |
| RS | Porto Alegre   | Cinemark Wallig, Bourbon Shopping Wallig     | 24/05/2013    | 366 lugares | 12,2 x 21,3m              |                           |                  |               | [ 19 ] [ 20 ]        |
| CE | Fortaleza      | UCI Fortaleza, Iguatemi Fortaleza            | 23/01/2014    | 424 lugares | 11,1 x 20,2m              |                           |                  |               | [ 21 ] [ 22 ] [ 23 ] |
| PE | Recife         | UCI De Lux Recife, Shopping Recife           | 03/04/2014    | 438 lugares | 10,7 x 19,3m              |                           |                  |               | [ 24 ] [ 25 ]        |
| SP | Ribeirão Preto | UCI Ribeirão, Ribeirão Shopping              | 12/06/2014    | 293 lugares | 7,9 x 14,8m               |                           |                  |               | [ 26 ]               |
| SP | Campinas       | UCI Dom Pedro, Parque Dom Pedro Shopping     | 11/02/2015    | 317 lugares | 9,75 x 17,5m              |                           |                  |               | [ 27 ]               |
| MG | Belo Horizonte | Cineart Boulevard, Shopping Boulevard        | 17/12/2015    | 250 lugares | 10,5 x 18,5m              |                           | IMAX Digital     |               | [ 28 ]               |
| BA | Salvador       | UCI Orient, Shopping da Bahia                | 31/03/2022    | 364 lugares | 9,8 x 18,0m               |                           | IMAX Digital     |               | [ 29 ]               |

Esta tabela mostra a distribuição das salas de cinema IMAX por estado no Brasil, com informações detalhadas sobre cada uma delas.
Em 1997, havia sido construído uma sala IMAX no parque de diversões Terra Encantada na Barra da Tijuca, porém ele não foi inaugurado.
A primeira sala de cinema IMAX no Brasil foi inaugurada em 16 de janeiro de 2009, no Bourbon Shopping, em São Paulo, com custo estimado em US$ 1,5 milhão (R$ 2,7 milhões) e 334 lugares
Foi inaugurada no dia 23 de julho de 2009 a 2ª sala de cinema IMAX (3D e Digital) em Curitiba, no Palladium Shopping Center, conta com 347 lugares.
Em 22 de julho de 2011, o Rio de Janeiro ganhou sua primeira sala IMAX, no UCI New York City Center, com 372 lugares, sendo a 3ª sala IMAX.
Em 30 de março de 2012, uma sala IMAX com capacidade para 329 pessoas, foi inaugurada no complexo UCI do Shopping Anália Franco, na Zona Leste de São Paulo, sendo a 4ª sala IMAX.
No Estado de São Paulo uma nova sala com a tecnologia IMAX foi construída na cidade de Cotia, na região metropolitana, a sala foi administrada pelo Cinespaço até 2015, cedendo o complexo para Cineflix e fica dentro do centro comercial The Square Granja Viana. Foi inaugurada em 20/04/2012 com 326 lugares, sendo a 5ª sala IMAX.
A 6ª sala IMAX foi inaugurada no shopping JK Iguatemi, em São Paulo, no complexo de cinemas Cinépolis, no dia 22 de junho de 2012, avaliada como melhor sala da cidade de São Paulo com 382 lugares. 
Em Porto Alegre há uma sala IMAX com 366 lugares administrada pelo Cinemark, localizada no Bourbon Shopping Wallig, na zona norte da cidade, foi inaugurada em 24 de maio de 2013 sendo a 7ª sala IMAX.
Todas as salas IMAX brasileiras contam com as tecnologias IMAX Digital e IMAX 3D, além de possuírem telas de cerca de 300 metros quadrados.
Em 23 de janeiro de 2014 a sala UCI Kinoplex de número 8 e capacidade para 424 lugares foi inaugurada como sala IMAX, sendo a 8ª sala IMAX no Brasil e a primeira do Norte/Nordeste no Shopping Iguatemi Fortaleza.
A sala IMAX do UCI Kinoplex Recife foi inaugurada no dia 03/04/2014 ao lado de 3 salas VIP´s, somando 2 828 lugares ao complexo, tornando-o o maior cinema do Norte/Nordeste em suas 14 salas. Ela tem 438 lugares (maior do Brasil em capacidade) e 240 m² de tela, sendo a 9ª sala IMAX.
A sala IMAX de Ribeirão Preto foi inaugurada no dia 12/06/2014 no Ribeirão Shopping na sala 2 do UCI com capacidade para 322 pessoas, sendo a 10ª sala IMAX.
A sala IMAX de Campinas foi inaugurada no dia 11/02/2015 no Parque Dom Pedro Shopping na sala 7 do Kinoplex com 317 lugares, sendo a 11ª sala IMAX.
Em 17 de dezembro de 2015 foi inaugurada pela Cineart a primeira sala IMAX de Belo Horizonte. Localizada no Shopping Boulevard, a sala com capacidade para 250 lugares foi a 12ª do país 
31 de março de 2022 foi inaugurada na UCI Orient do Shopping da Bahia a primeira sala IMAX de Salvador a sala com capacidade para 572 poltronas

## Angola
Em 2016, a Zap lançou em Angola as suas primeiras salas de cinema entre os mais destacados era a sala IMAX. Inaugurada dia 25 de Janeiro de 2016.
A tela da sala, o maior e o único existente no país com 300 m2, é ligeiramente curvo e, sendo maior que o campo de visão do espectador (vai de parede a parede e do chão ao tecto).

## Bilheterias
A maior bilheteira dos cinemas IMAX, em dia de estreia, é a do filme Harry Potter and the Deathly Hallows – Part 2 que arrecadou $15,5 milhões de dólares no mundo inteiro, seguido por Harry Potter and the Deathly Hallows – Part 1, que arrecadou cerca de $12,4 milhões de dólares no mundo inteiro, seguido por Alice in Wonderland que conseguiu $12,1 milhões de dólares.